# Achille Devéria
Achille Jacques-Jean-Marie Devéria, född den 6 februari 1800, död den 23 december 1857, var en fransk målare och litograf. Han var bror till målaren Eugène Devéria och far till egyptologen Théodule Devéria.
Devéria var elev till Louis Lafitte och debuterade 1822. Först gjorde han sig känd genom sina litografier, som han under sin karriär tillverkade över 3000 av, de flesta publicerade av hans svärfar Charles-Etienne Motte. Till hans specialiteter räknas erotiska scener, och porträtt av konstnärer och författare. Bland dem som besökte hans ateljé för att porträtteras fanns Dumas d.ä., Walter Scott, Jacques-Louis David, Théodore Gericault, Victor Hugo, och Franz Liszt. Baudelaire ansåg att hans porträtt visade upp "sin tids hela moral och estetik". Devéria målade även historiebilder, i synnerhet av religiöst innehåll.
År 1849 utnämndes han till direktör för Bibliothèque Nationales avdelning för gravyrer. Han lärde ut måleri och litografi till sin son Théodule, och de samarbetade för att skapa ett porträttalbum fram till Achilles död år 1857.

## Galleri

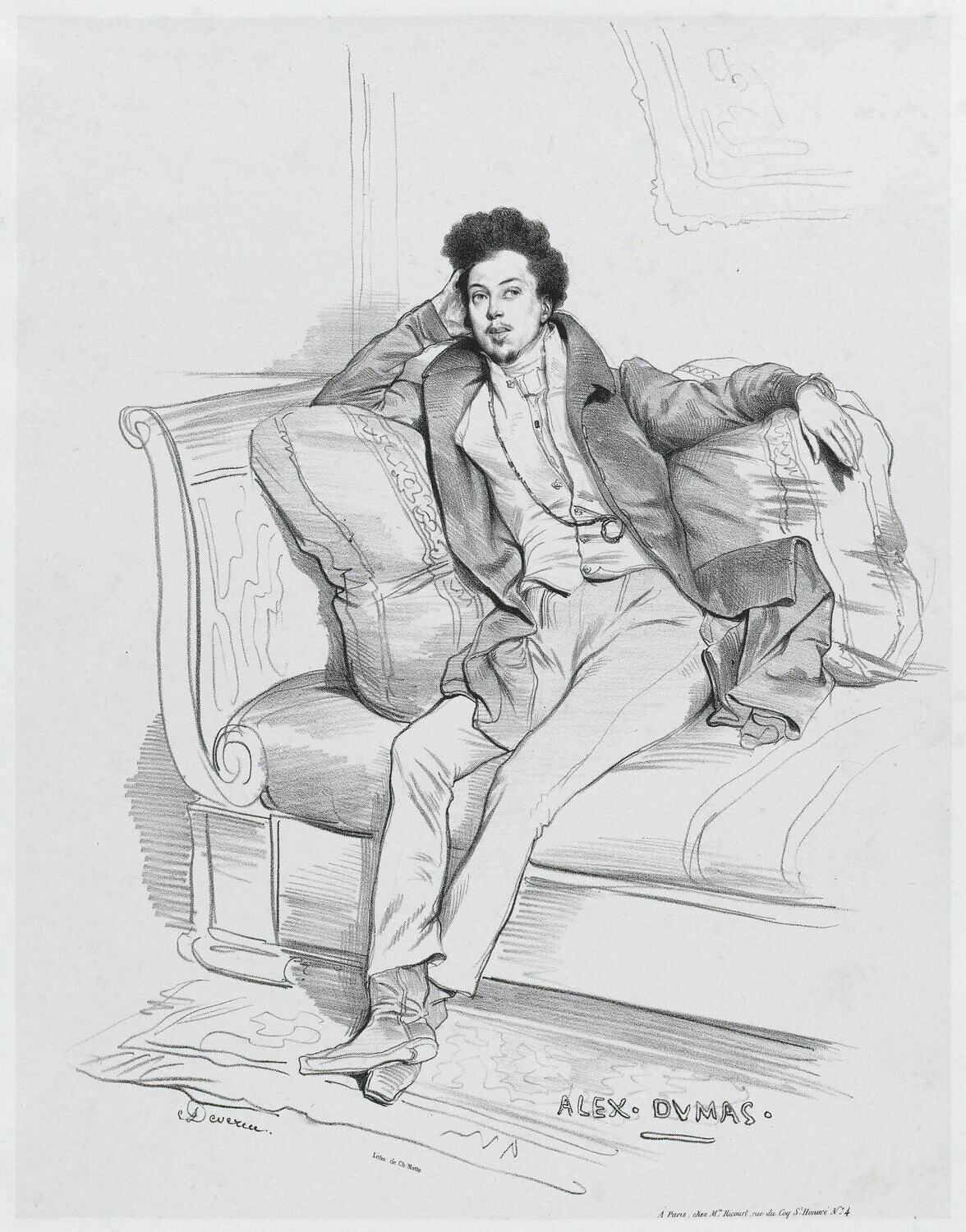
Alexandre Dumas, 1829
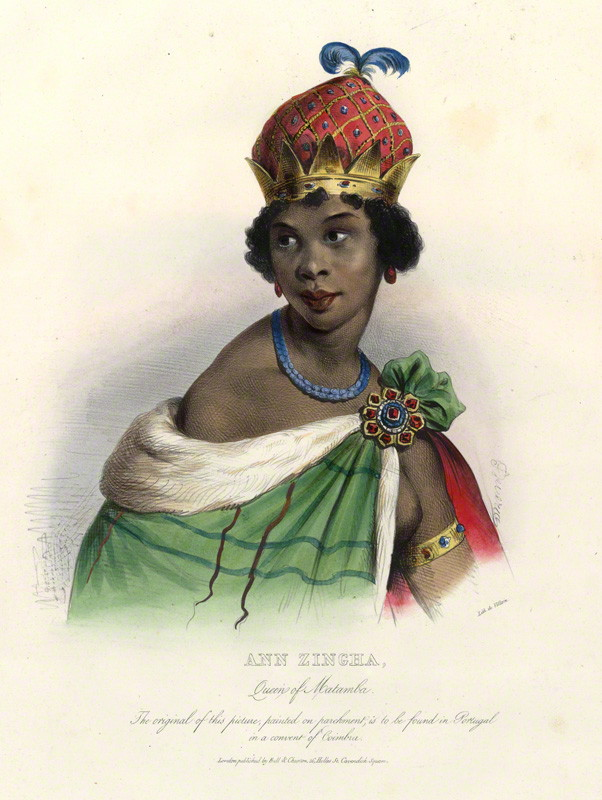
'Ann Zingha', 1830-tal
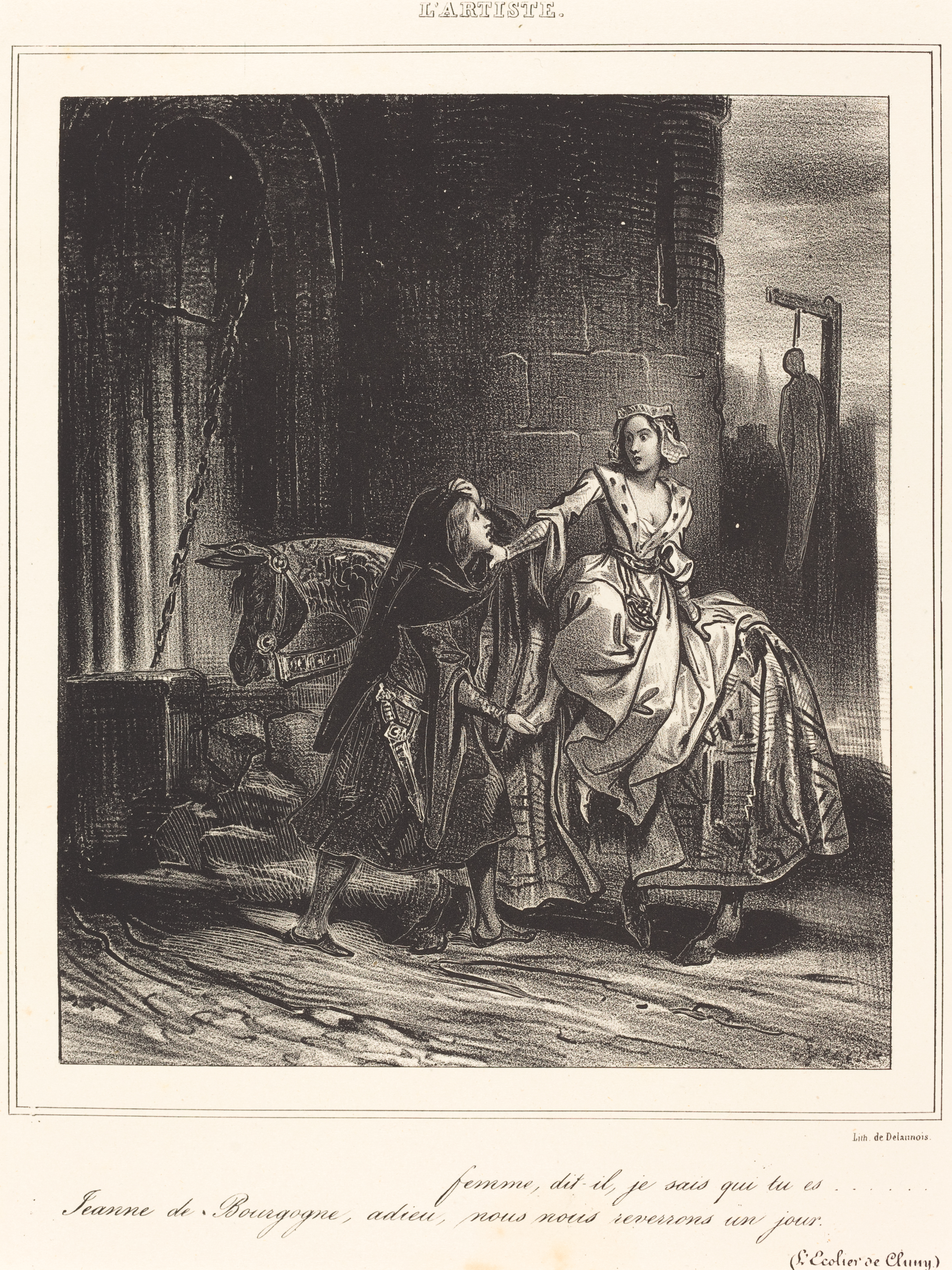
Johanna av Burgund
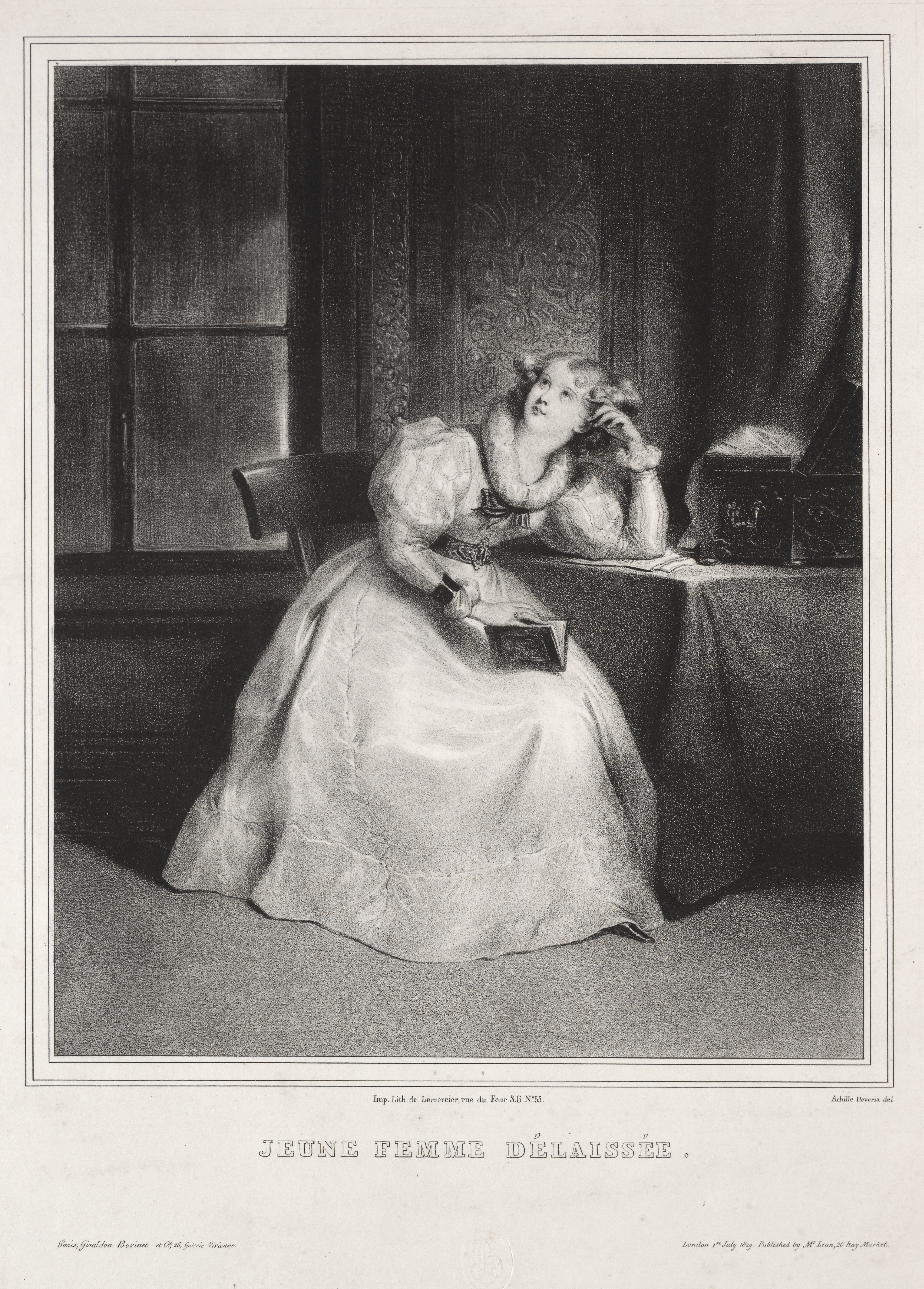
Reverie
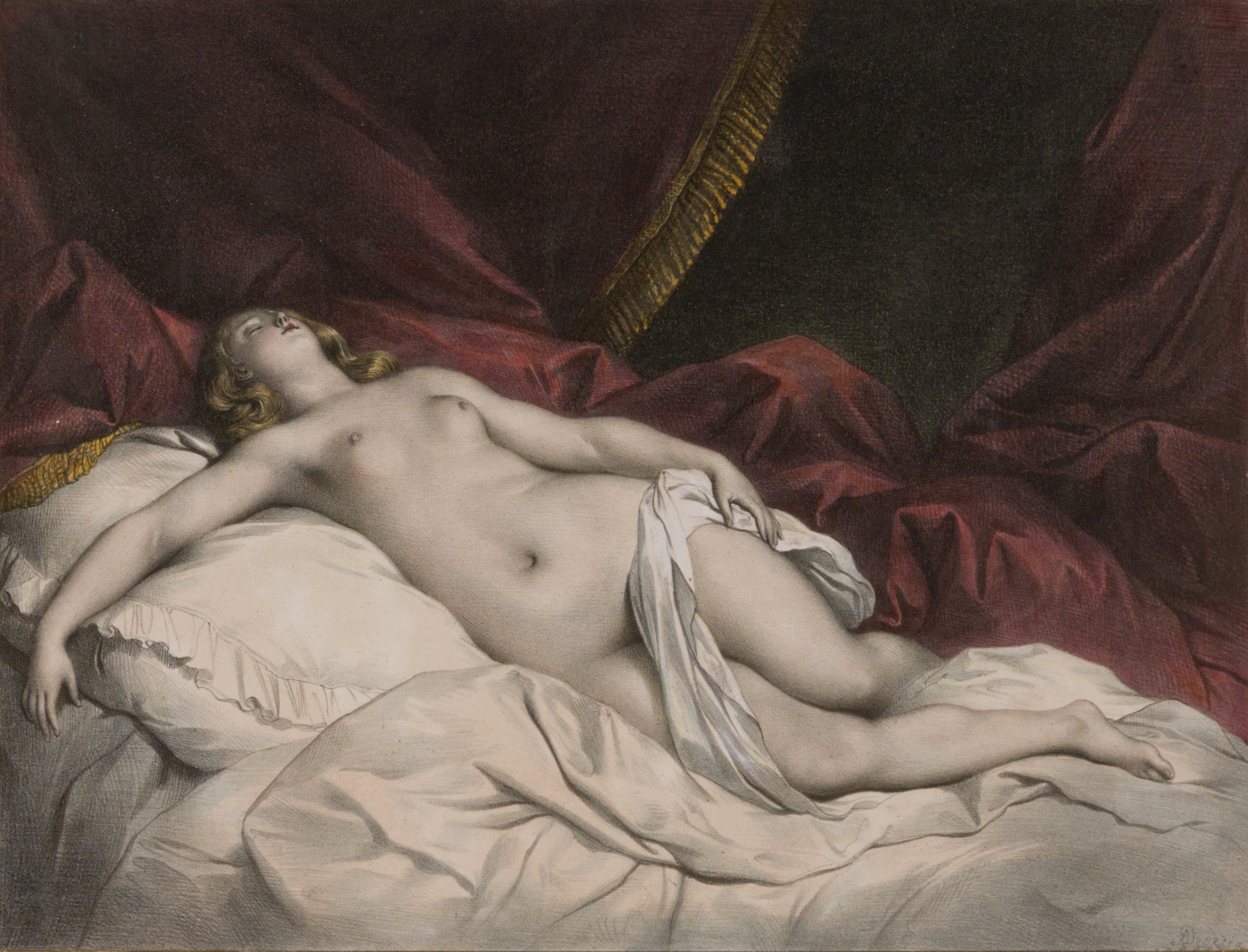